# Raues Veilchen
Das Raue Veilchen (Viola hirta), auch Wiesenveilchen, Behaartes Veilchen, Rauhaarige Veilchen oder Rauhhaariges Veilchen genannt, ist eine Pflanzenart aus der Gattung Veilchen (Viola) innerhalb der Familie der Veilchengewächse (Violaceae). Es ist in den gemäßigten Gebieten Eurasiens weitverbreitet.

## Beschreibung

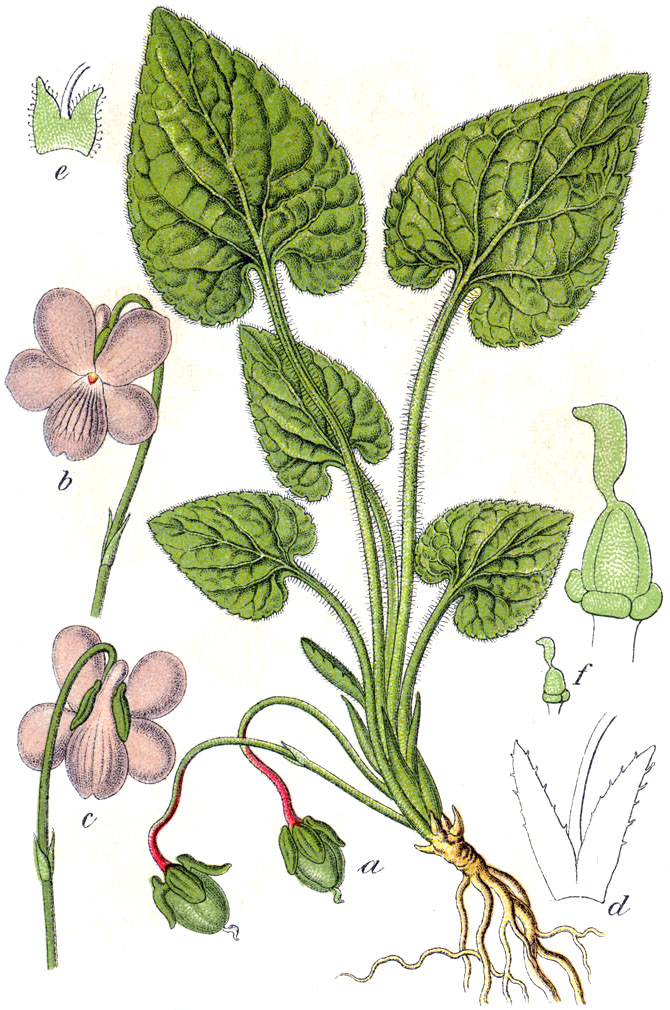
Viola hirta-Illustration in: Jakob Sturm: "Deutschlands Flora in Abbildungen", Stuttgart (1796). Achtung: Blütenfarbe und Form des Blattgrundes sind nicht gut getroffen!

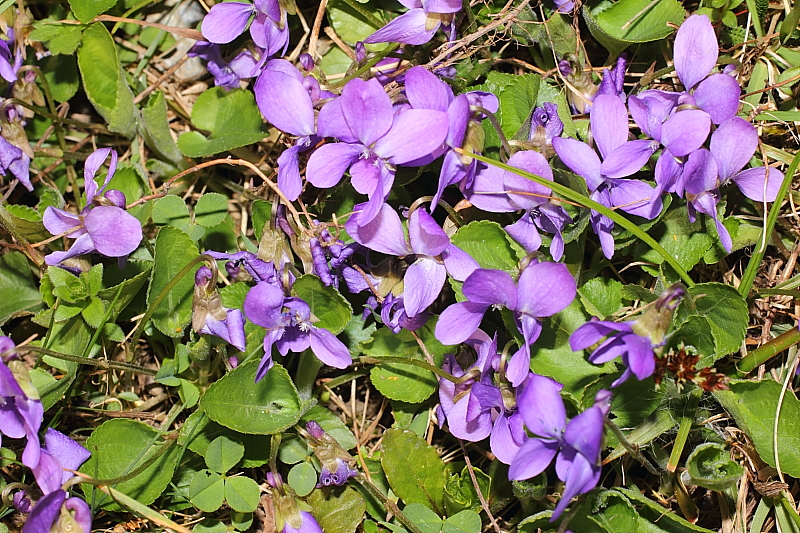
Raues Veilchen (Viola hirta)

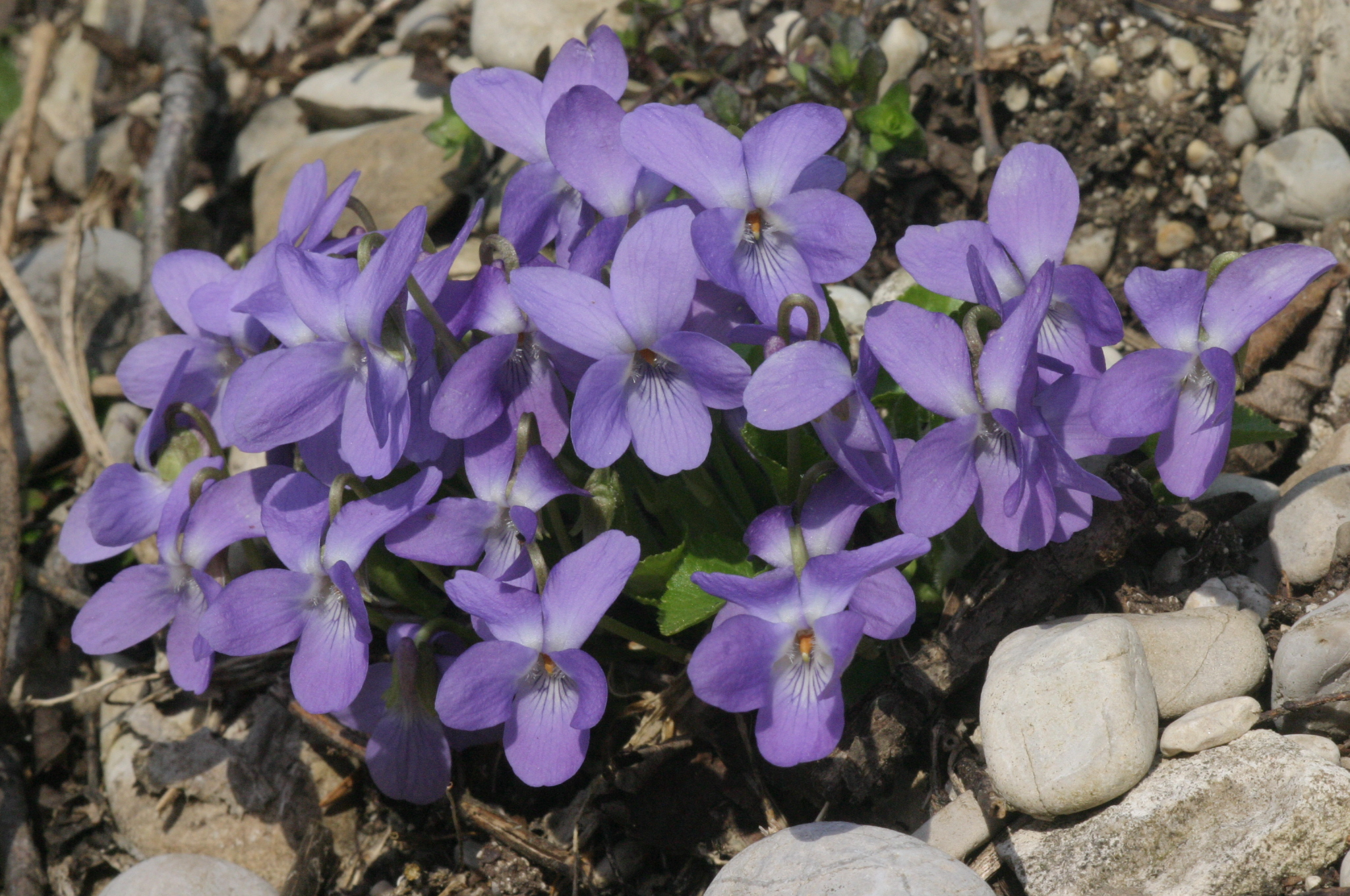
Raues Veilchen (Viola hirta)

### Vegetative Merkmale
Das Raue Veilchen wächst als ausdauernde krautige Pflanze und erreicht Wuchshöhen von 3 bis 10, selten bis zu 25 Zentimetern. Es werden keine unterirdische Ausläufer gebildet.
Die nur grundständig angeordneten Laubblätter sind in Blattstiel und -spreite gegliedert; sie sind abstehend behaart. Der Blütenstiel ist 3 bis 12 Zentimeter lang. Die einfache Blattspreite mit schwach herzförmiger Spreitenbasis  und einer seichten, breiten Bucht sind 1,5 bis 10 Zentimeter lang sowie 1 bis 6 Zentimeter breit (Relation Länge/Breite: 1,5- bis 2-fach). Die Fransen der Nebenblätter sind viel kürzer als die Nebenblätter breit sind.

### Generative Merkmale
Die Blütezeit reicht von März bis Mai. Die Blüten befinden sich einzeln in den Blattachseln. Die Vorblätter stehen unterhalb von deren Mitte der Blütenstiele.
Die zwittrige, duftlose Blüte ist bei einer Länge von 12 bis 22 Millimetern zygomorph und fünfzählig mit doppelter Blütenhülle. Die fünf kräftig blauviolett gefärbten Kronblätter sind alle ausgerandet. Die nach oben gebogenen haben einen 3 bis 5 Millimeter langen Sporn, welcher dunkler ist als die Krone; der Sporn ist rötlich violett, meist gerade und nur am Ende hakig gebogen.
Die Samen sind weißlich und haben ein sehr langes Elaiosom.
Die Chromosomenzahl beträgt 2n = 20 oder 26.

## Ökologie
Das Raue Veilchen ist eine Rosettenpflanze ohne Ausläufer. Das Indument und die tiefe Bewurzelung kann als eine Anpassung an trockene Standorte gedeutet werden. Die chasmogamen Blüten sind meist unfruchtbar.
Die Samen werden von Ameisen verbreitet, da sie ein nahrhaftes Elaiosom haben. Die Tiere transportieren sie über weite Distanzen und verhelfen so dem Rauen Veilchen mit zu seiner Ausbreitung.

## Vorkommen
Das Raue Veilchen ist ein eurasisch-submediterranes Florenelement. Das Areal des Rauen Veilchen erstreckt sich über große Teile Europas und den Kaukasusraum bis nach Mittelasien (Sibirien, Nordwestchina). In mittleren Höhenlagen und in Kalkgebieten kommt das Raue Veilchen ziemlich häufig vor, im Norddeutschen Tiefland beispielsweise ist es selten oder fehlt ganz.
Das Raue Veilchen wächst als Tiefwurzler in lichten Eichen- und Kiefern-Trockenwäldern, in besonnten bis halbschattigen Säumen von Gebüschen und auf Trespen-Halbtrockenrasen. Sie gedeiht eher auf nährstoff- und basenreichen (aber stickstoffarmen), meist kalkhaltigen Ton-Lehm- oder Lößböden. Sie ist in Mitteleuropa eine Charakterart der Ordnung Origanetalia, kommt aber auch in Pflanzengesellschaften der Verbände Mesobromion, Berberidion, Erico-Pinion, der Ordnung Quercetalia pubescenti oder des Unterverbands Cephalanthero-Fagenion vor.
Es werden in Mitteleuropa Höhenlagen von der Ebene bis in mittlere Gebirgslagen (in Österreich bis in eine Höhenlage von 1400 Metern) besiedelt. In den Allgäuer Alpen steigt es in Bayern am Himmelschrofen bis zu einer Höhenlage von 1400 Metern auf. In Graubünden erreicht es im Schanfigg bis in eine Höhenlage von 1760 Meter und im Kanton Wallis bis in eine Höhenlage gegen 2000 Metern.
Die ökologischen Zeigerwerte nach Landolt et al. 2010 sind in der Schweiz: Feuchtezahl F = 2+ (frisch), Lichtzahl L = 3 (halbschattig), Reaktionszahl R = 4 (neutral bis basisch), Temperaturzahl T = 3+ (unter-montan und ober-kollin), Nährstoffzahl N = 2 (nährstoffarm), Kontinentalitätszahl K = 3 (subozeanisch bis subkontinental).

## Systematik
Die Erstveröffentlichung von Viola hirta erfolgte durch Carl von Linné.
Nach Helmut Gams und W. Becker unterscheiden bei Gustav Hegi 1966 zwei Unterarten:
- Viola hirta subsp. brevifimbriata W. Becker: Nebenblätter ganzrandig oder kurz gefranst, kahl oder spärlich bewimpert.[1]
- Viola hirta subsp. longifimbriata W. Becker: Nebenblätter länger gefranst, dichter bewimpert, manchmal auch an den Fransen.[1]